# Trichostomopsis australasiae
Trichostomopsis australasiae là một loài rêu thuộc họ Pottiaceae. Loài này được (Hook. & Grev.) H. Rob. mô tả khoa học năm 1970.